# جودي تروي
جودي تروي (بالإنجليزية: Judy Troy)‏ (1951)؛ روائية أمريكية.

## روابط خارجية
- جودي تروي على موقع IMDb (الإنجليزية)